# Assurance chômage en France
Pour les autres articles nationaux ou selon les autres juridictions, voir Assurance chômage.
Le système national d’assurance chômage, fondé en 1958 par les syndicats d’employeurs et de salariés sous l’impulsion du général de Gaulle, est une composante de la sécurité sociale gérée par l'Unédic et mise en œuvre par France Travail.
Principalement financée par des cotisations sociales sur les salaires, il assure une indemnisation aux personnes ayant perdu leur travail, selon certains critères et pour une durée fixée par la loi.

## Historique de la protection contre le chômage

### XVIesiècle, émergence de la protection contre le chômage
Des sociétés de secours mutuel sont créées par les corporations de métiers dès le XVIe siècle.

### XIXesiècle, des caisses syndicales et patronales par métier
Ces organisations sont interdites par la loi Le Chapelier de 1791, mais subsistent plus ou moins clandestinement et sont réintroduites dans les années 1830, lors de la monarchie de Juillet pour stabiliser le nouveau système économique et social créé par la Révolution industrielle. 
En 1884, la légalisation des syndicats professionnels ouvriers et patronaux à l'initiative de Pierre Waldeck-Rousseau voit la reconnaissance des caisses syndicales et patronales organisées par métier, et dont certaines avaient déjà mis en place des mécanismes d'assurance chômage mais peu se sont orientées dans cette voie par la suite.
L'« Office du Travail » créé en juillet 1891 contrôle ces caisses, sélectionne et classe les formes de chômage pour déterminer celles qui donnent droit à indemnisation.

### Première Guerre mondiale, émergence d'une institution publique du chômage
Tous les métiers ne disposent pas de ces caisses. L'afflux de chômeurs et la désorganisation des caisses syndicales pendant la Première Guerre mondiale fait émerger une institution publique du chômage : l'État à travers le « Fonds national de chômage » subventionne les départements et les grandes municipalités. À la Libération, la priorité est accordée à la politique de plein emploi et non à l'assurance chômage alors que débute la période de croissance économique des Trente Glorieuses.

### Fondation en 1958
Le régime d'assurance chômage est créé le 31 décembre 1958 pour les salariés de l'industrie et du commerce, sous l'impulsion du général de Gaulle et de André Bergeron, par les partenaires sociaux avec la signature par le patronat (Conseil national du patronat français (CNPF)) et les syndicats (FO, CFTC et CGC) de la Convention nationale interprofessionnelle. 
Le système d'indemnisation est établi en dehors du cadre de la Sécurité sociale, contre le souhait de la Confédération générale du travail (CGT) qui refuse initialement de prendre part aux négociations. En 1958, la Sécurité sociale n'est pas encore gérée paritairement, contrairement au régime d'assurance chômage qui s'apprête à être mis en place. La gestion opérationnelle du système est assurée par les Assedic, le pilotage de l'ensemble par l'Unédic. Dès le départ, les signataires considèrent que le régime doit aider à la reprise rapide d'un emploi et la mobilité de la main-d'œuvre et dépasser la simple indemnisation des chômeurs. 
Un outil d'orientation et de recherche d'emploi vient enrichir le dispositif avec la création en 1967 de l'Agence nationale pour l'emploi (ANPE) sur proposition du commissaire général au plan François-Xavier Ortoli. L'objectif là encore est de faire plus pour les demandeurs d'emploi, au-delà de la simple indemnisation.

### Années 1980: baisse de l'indemnisation et conditions de durée
Jusqu'en 1982, tout chômeur était indemnisé par 90 % de son ex-salaire brut. 
La forte hausse du chômage après le second choc pétrolier, de 1979 au début des années 1980, creuse un déficit, nécessitant des mesures d'urgence en 1982 :
- hausse des cotisations ;
- baisse des indemnisations ;
- nouveau système les faisant dépendre de la durée de cotisation.

Ces réformes font apparaitre une nouvelle catégorie : les chômeurs dits "en fin de droits", pour lesquels l'État va suppléer l'Unédic en créant en 1984 l'allocation spécifique de solidarité, puis de facto le revenu minimum d'insertion, en 1988 sous le second gouvernement Rocard.

### Crise de 1992
Une crise financière de l'Unédic aboutit en 1992 à des mesures d'économie :
- allongement de la durée de cotisation minimum pour avoir le droit d'être indemnisée, modifiée plusieurs fois ;
- dégressivité des allocations ;
- contrôle renforcé de la recherche d'emploi[6].

### Réformes de 2001-2002, forte baisse des cotisations et durée d'indemnisation réduite
En 2001, le Mouvement des entreprises de France (MEDEF) impose la création du plan d'aide au retour à l'emploi (PARE), et une forte baisse des cotisations. Juste après, une remontée du taux de chômage dégrade de nouveau les comptes et aboutit à la signature d'une nouvelle convention en 2002, qui fait passer la durée d'indemnisation de 30 à 23 mois et durcit les conditions d'accès au régime. Désormais, à peine la moitié des chômeurs sont indemnisés par l'Unédic.
La loi de cohésion sociale de Borloo en 2005 supprime formellement le monopole de placement de l'Agence nationale pour l'emploi (ANPE) et prévoit la création de 300 « maisons de l'emploi », regroupant les différents acteurs de l'aide aux chômeurs.

### Convention de 2006 durcissant à nouveau les conditions d'accès
La convention de 2006 durcit de nouveau les conditions d'accès au régime d'indemnisation, tout en instaurant le principe du guichet unique et le suivi mensuel des chômeurs.
Depuis le 28 décembre 2008, Assedic et ANPE fusionnent pour donner naissance à une nouvelle entité nommée Pôle emploi.
Le régime de l'Assurance chômage, qui subit des déficit depuis 2009, voit sa dette atteindre près de 26 milliards d'euros fin 2015.
Le 26 mars 2019, l'Unédic annonce qu'elle attend un retour dans le vert de ses comptes pour 2021. D’après ses prévisions financières, son solde redeviendrait excédentaire en 2021 de 2,3 Mds€ en 2021. Il serait de 4,2 Mds€ en 2022.

### Déficit de 2020, l'année du covid
En avril 2020, le désendettement prévu en 2021 n'est plus d'actualité selon Eric Le Jaouen, qui déclare que « sans trop s’avancer, nous pouvons être sûrs d’une chose, c’est que nous finirons 2020 beaucoup plus endettés que prévu ». Cette situation découle de l’explosion du chômage partiel et des aides versées pour limiter les conséquences sociales et économiques dues à la pandémie de Covid-19.
L’Unédic évalue la dette du Covid à 19 milliards d'euros en 2020, portant la dette totale de l'Assurance chômage à 60,7 milliards d'euros en 2022. L’association rappelle que « ce ne sont pas les dépenses d'allocation-chômage qui ont le plus pesé sur le déficit. Plus de la moitié est imputable au financement de l'activité partielle ».
Avec la réforme de l'assurance chômage, dès le 1er février 2023, la durée d'indemnisation est diminuée de 25 %.
À partir du 18 avril 2023, l’abandon de poste est considéré par défaut comme une démission et n’ouvre plus les droits aux indemnités chômage aux travailleurs.

## Le système de l'assurance chômage

### Un système paritaire
L'assurance chômage est gérée de manière paritaire par les syndicats de salariés et le patronat depuis la création de l'institution. Tous les 3 ans, les partenaires se réunissent pour négocier une nouvelle convention dont l'enjeu principal est de fixer le montant des cotisations sociales dévolues à l'assurance chômage et les conditions d'indemnisation des chômeurs pour les trois années à venir. Cette négociation est encadrée par une lettre que le premier ministre adresse aux partenaires sociaux, comportant les objectifs à atteindre. Une fois la négociation achevée, il revient à l'État d'entériner la convention et de lui donner force de loi (ou à l'occasion, comme en 2000, de demander certaines modifications). Si ces négociations n’aboutissent pas, le gouvernement reprend la main et légifère par décret. En 2019, en l'absence d'un accord établi entre chaque partie, les réformes de l’assurance chômage ont été fixées par décret le 26 juillet 2019.

### Financement de l’assurance-chômage
Les résultats financiers de l'assurance chômage sont intégrés à ceux de l'État, le régime étant considéré comme faisant partie de son périmètre comptable. Tout emprunt public requis pour financer le régime d'assurance chômage doit faire l'objet d'une garantie de l'État.

### Convention tripartite
En parallèle, il existe la convention tripartite, réunissant l'Unédic, l’État et le Pôle emploi. Celle de 2019-2022 fixe à Pôle emploi quelques objectifs :
- Pour faciliter le retour à l’emploi, il faut que Pôle emploi réponde de manière plus personnalisée aux besoins de chaque demandeur d’emploi ;
- Face aux difficultés rencontrées par les entreprises pour recruter, Pôle emploi doit prévenir les demandeurs d’emploi et lutter contre ces difficultés ;
- Grâce au plan d’investissement dans les compétences (PIC), Pôle emploi doit encourager le développement des compétences des demandeurs d’emploi[14].

## Principes généraux de l’assurance chômage

### Les différents droits au chômage
En France, un salarié a droit à l'assurance chômage  codifiée par la convention du 14 mai 2014 sur l'indemnisation du chômage y donne droit après un licenciement, une rupture conventionnelle ou une « démission légitime », qui peut être justifiée par une situation personnelle (par exemple le rapprochement familial), une situation professionnelle (création d’entreprise, suivi de formation, service civique, ré-embauche, CDI en lieu et place d’un CDD…), ou conflictuelle (non-paiement du salaire, acte délictueux au travail…).
Il existe également des cas particuliers (cas de conscience pour les journalistes, non-vaccination des enfants pour les assistants maternels…). 
Depuis le décret du 26 juillet 2019, les salariés démissionnaires qui ont un projet de reconversion professionnelle peuvent bénéficier de l'aide au retour à l'emploi (ARE), sous certaines conditions :
- ne pas avoir quitté volontairement leur dernière activité professionnelle salariée ou une autre, à moins d'avoir depuis travaillé au moins 91 jours ou 455 heures ;
- résider en métropole, ou départements ou collectivités d’outre-mer[18],[19]
- justifier d’une période d’affiliation de 130 jours ou 910 heures dans une période de 24 ou 36 mois selon l’âge du demandeur d’emploi[17].
- être inscrits comme demandeurs d’emploi ou accomplir une action de formation inscrite dans le projet personnalisé d'accès à l’emploi (PPAE) ;
- être à la recherche effective et permanente d’un emploi ;
- ne pas avoir atteint l’âge normal de départ à la retraite ;
- être physiquement aptes à l’exercice d’un emploi ;

La durée d’indemnisation ne peut être inférieure à 182 jours, ni excéder 730 jours pour les moins de 53 ans. Toutefois, cette limite est portée à 930 jours pour les personnes âgées entre 53 et 54 ans et à 1095 jours pour les salariés privés d’emploi âgés de 55 ans et plus. Cette durée est fixée par plusieurs paramètres comme la durée d’affiliation.

### Évolution de l'indemnisation des chômeurs
De nombreux changements ont depuis 1982, modifié l’allocation chômage concernant :
- La proportion du salaire reversé;
- La dégressivité de ce reversement dans le temps;
- Sa durée maximale;
- Les conditions pour y avoir droit.

Jusqu'en 1982, l'indemnisation était générale et représentait 90 % de l'ancien salaire brut. « La durée maximale d'indemnisation était de 36 mois pour un smicard devenu chômeur de moins de 50 ans ayant cotisé au moins 14 mois en 1979. Elle est passée à 30 mois en 1984 et à 23 en 2001 », explique le journal Le Monde. Après 2013, de nouvelles réformes ont encore réduit ces indemnisations.

### Évolution des contributions d’assurance chômage
L’assurance chômage versée par l’Unédic est assurée par les cotisations sociales employeurs sur les salaires bruts. Elles représentent 4,05% des salaires bruts.
Depuis janvier 2019, les cotisations salariales d'assurance chômage sont supprimées et remplacées par une fraction de la Contribution sociale généralisée (CSG) sur les revenus d’activité,.

### Le principe de calcul de l’allocation
L’assurance chômage indemnise en fonction du salaire perdu, mais n’en garantit pas le pourcentage. L'indemnisation est assurée en cas de licenciement ou de rupture conventionnelle et dans certains cas de démissions.
Pour en bénéficier, il faut avoir travaillé au moins 130 jours ou 910 heures dans une période de 24 à 36 mois selon l’âge (depuis le 1er novembre 2019).
Jusqu'en 2014, elle représentait 57,4 % du salaire brut, sur la base des 12 derniers mois de salaires et des primes afférentes, pour un salarié de moins de 50 ans qui gagnait plus de 2 042 € (2 460 €2024) nets par mois en 2013. Si ce même salarié gagnait entre 1 236 € et 2 042 € par mois, l'allocation était de 40,4 % du salaire journalier brut + 11,57 € par jour.
Depuis l'entrée en vigueur de la nouvelle convention d'assurance chômage, le 1er juillet 2014, l'allocation de retour à l'emploi (ARE) représente désormais 57 % du salaire brut, en ne pouvant être inférieure à 29,26 € par jour (depuis le 1er juillet 2019).
Pour calculer l’allocation au chômage, Pôle emploi utilise deux formules et retient le résultat le plus élevé :
- 40,4 % du salaire journalier de référence + 12 € ;
- ou 57 % du salaire journalier de référence.

Si le résultat est inférieur au montant de l’allocation minimale (29,26 € par jour), Pôle emploi retient ce montant pour l’allocation. Dans tous les cas, l’allocation ne peut pas aller au delà des 75 % du salaire journalier de référence.
Actuellement, la durée d’indemnisation est égale à la durée d’affiliation pour l’ouverture du droit.
À la suite du décret du 26 juillet 2019 de la réforme de l’assurance chômage, la période d'indemnisation s'étend du 1er jour du premier contrat de travail au dernier jour du dernier contrat de travail dans la période de référence affiliation (24 mois). Les jours travaillés et les jours non travaillés sont donc pris en compte.
La mise en application de cette nouvelle règle doit entrer en vigueur le 1er avril 2020 mais elle est reportée plusieurs fois à cause de la pandémie de Covid-19. En novembre 2020, le Conseil d'État annule la réforme du salaire journalier de référence (SJR) en pointant notamment une rupture d’égalité de traitement en fonction de la répartition des périodes d’emploi de la période d’affiliation.
Le 30 mars 2021, un nouveau décret d’assurance chômage est publié et reporte l’entrée en vigueur de la réforme au 1er juillet 2021. La réforme du mode de calcul du SJR est maintenue mais un plancher est instauré pour limiter la baisse du SJR et de l’allocation. Les périodes d’inactivités sont plafonnées à 43 % de la période étudiée.
La période d’affiliation de quatre mois de travail minimum pour être indemnisé par l’assurance chômage passe à six mois “si les indicateurs nous montrent que la situation sur le marché de l’emploi est assainie”, comme le précise la ministre du Travail, Élisabeth Borne.
Cette entrée en vigueur de la réforme après “retour à meilleure fortune” s’applique aussi à la dégressivité des allocations. À partir du 1er juillet, le montant de l’allocation est dégressif à partir du 9e mois. Ce seuil d’activité avant dégressivité s’enclenche à partir du 7e mois quand les conditions économiques le permettent.
L’instauration du bonus-malus est validée pour une mise en application en septembre 2022. Les entreprises qui utilisent des CDD au-delà de la moyenne de leur secteur doivent payer des cotisations supplémentaires. Les entreprises qui privilégient les CDI ont droit à des exonérations.

### Les aides complémentaires
Il existe d’autres aides complémentaires comme l’allocation spécifique de solidarité qui peut être accordée après épuisement des droits à l'indemnisation de l’assurance chômage. Il faut remplir quelques conditions pour être bénéficiaire :
- être inscrit en tant que demandeur d’emploi ;
- être apte à travailler ;
- justifier de plusieurs années d’activité salariée ;
- avoir des ressources mensuelles ne dépassant pas un certain montant.

### Les chiffres de l’assurance chômage en France
En 2019, sur 6,3 millions de demandeurs d’emplois, 2,6 millions sont indemnisés, soit un peu moins de 40 %. Le montant moyen des indemnités est d'environ 1000 euros par mois. La moitié des personnes indemnisées – 1,3 million de personnes – reçoivent moins de 860 euros par mois, soit un revenu inférieur au seuil de pauvreté. La réforme de l’assurance chômage, entrée en vigueur en novembre 2019 modifie les conditions pour bénéficier de cette allocation ainsi que de son montant. Entre avril 2020 et mars 2021, l'Unédic estime qu’un allocataire sur deux, parmi les 2,65 millions de personnes qui ont ouvert un droit avec les règles 2017, est concerné par la réforme. En outre, à partir d'avril 2020, le montant moyen des indemnités diminue pour ceux qui alternent entre période de chômage et période d’activité salariée. Ces personnes représentent environ 37 % des allocataires. La baisse des allocations serait en moyenne de 22 %.

## Conventions et décrets
Le régime d'assurance chômage est créé en 1958 au travers de l'Unédic et des Assédic dans un contexte de quasi plein emploi. Pendant une vingtaine d'années, elle n'est en proie à aucune difficulté financière.
À la fin des années 1970, l'Unédic découvre les déficits avec l'augmentation du chômage.
En 2000, dans un contexte d'excédent budgétaire (1,3 milliard d'euros), les partenaires sociaux adoptent la convention du plan d'aide au retour à l'emploi (PARE). Prévoyant un surplus financier de 18 milliards d'euros sur les trois années suivantes selon les modalités de la convention précédente, les partenaires décident de redistribuer cette somme au travers d'une baisse des cotisations patronales et d'un financement de certaines structures d'insertion.
En 2004, a lieu l'affaire des recalculés, à la suite de la modification des droits d'indemnisation de certaines catégories de chômeurs. Certains chômeurs obtiennent le rétablissement de leurs droits pour une période de quelques mois après avoir fait valoir le contrat qu'ils avaient signé avec l'Unédic et cela grâce à l'arrêt rendu par la cour d'appel d'Aix-en-Provence le 9 septembre 2004. Mais la cour de cassation, par un arrêt du 31 janvier 2007, casse cette décision de la cour d'appel d'Aix, en rejetant le caractère contractuel du PARE elle réaffirme le caractère conventionnel et légal des dispositifs et modalités du régime d'assurance chômage. C'est afin de lever l'ambiguïté relative à la nature juridique du PARE que la convention d'assurance chômage de 2006 le fait disparaître au profit d'un dispositif similaire : le Projet Personnalisé d’Accès à l’Emploi (PPAE).
En 2006, l'assurance chômage indemnise environ quatre demandeurs d'emploi sur dix, dont 48 % des demandeurs d'emplois inscrits en fin de mois à l'ANPE dans les catégories 1 à 3 et 6 à 8.

### Conventions
| Conventions     | Points clés |
| --------------- | --- |
| Convention 2017 | Le calcul de l’allocation prend en compte les jours travaillés par semaine civile Les conditions sont identiques pour l’ensemble des demandeurs Encourager les seniors à se former              |
| Convention 2014 | Rechargement des droits : plus une personne travaille, plus elle accumule des droits |
| Convention 2011 | Aide différentielle de reclassement versée aux demandeurs d’emplois de 50 ans et plus Aide spécifique au reclassement pour les personnes ayant un projet de reprise ou de création d'entreprise |
| Convention 2009 | Le cumul d'une allocation avec une rémunération est autorisé dans certaines conditions |

### Décret 2019 réformant l’assurance chômage
Le 18 juin 2019, le Premier ministre, Édouard Philippe, et la ministre du Travail, Muriel Pénicaud, présentent leur réforme de l’assurance chômage. À la suite de l’échec des négociations entre les partenaires sociaux en janvier 2019, le gouvernement a mené la réforme seul, sans concertation avec les syndicats de salariés et le patronat.
Les principales mesures de la réforme sont :
- Les changements de règles de calcul de l’indemnisation du chômage : la formule de calcul du salaire journalier de référence (SJR) change, ce qui affecte, dans certains cas, le montant de l'allocation journalière ;
- Les conditions d’accès à l’assurance chômage : il faudra avoir travaillé 6 mois (contre 4 mois) sur les 24 derniers mois (contre 28 mois) pour percevoir une allocation de retour à l’emploi ;
- Le rechargement des droits à l’indemnisation chômage est repoussé à 6 mois (contre 1 mois avant la réforme) ;
- La mise en place d’un bonus-malus pour limiter le recours abusif aux contrats-courts entre en vigueur en 2021. Cette mesure est limitée aux entreprises des 7 secteurs d’activité qui recourent le plus fréquemment aux contrats courts. Les entreprises de moins de 11 salariés ne sont pas concernées.

Cette réforme en elle-même, ainsi que plusieurs déclarations, de Muriel Pénicaud et les chiffres qu'elle avance pour la justifier font l'objet de vives critiques. Les syndicats dénoncent "une réforme drastique" qui entraîne "un recul majeur pour les demandeurs d'emploi". Ils estiment que Muriel Pénicaud minimise les effets de la réforme (600 à 700 000 personnes affectées par la réforme selon Muriel Pénicaud, chiffre contesté par les syndicats qui s'appuient notamment sur un document de travail de l'Unédic qui évoque des répercussions pour 1,2 million, de personnes).
Muriel Pénicaud affirme par ailleurs que 20 % des allocataires de l'Assurance chômage touchent une allocation chômage plus élevée que la moyenne des revenus touchés en travaillant. Une étude de l'Unédic rapporte un chiffre bien inférieur (4%).
Selon l’association Agir ensemble contre le chômage : « Derrière toutes ces réformes, il y a des conséquences humaines très graves. Les gens ne peuvent plus payer leur loyer, ni leur facture d’énergie. Encore moins manger. On va bientôt pouvoir travailler un jour par mois et ne plus être considéré comme chômeur. Les gens n’arriveront pas à vivre ».

### Décret 2023 sur l’assurance chômage
Le Décret du 26 janvier 2023 introduit une modulation de la durée d’indemnisation en fonction de la situation du marché du travail. Le décret est appliqué le 1er février 2023 en métropole et réduit de 25% la règle d'indemnisation applicable antérieurement.
Ce décret permet de réduire la durée d'indemnisation du chômage de 25 % en fonction de la conjoncture du marché du travail, à moins de 9 % la situation est dite en "zone verte". Et de rallonger cette indemnisation si la situation est en "zone rouge", c'est-à-dire à plus de 9 %.

## Équilibre financier de l'assurance chômage

### Recettes
L’assurance chômage en France est principalement financée par les cotisations sociales et depuis 2018 par une partie de la CSG.
Son budget est en déficit de 2 milliards en 2019, un excédent est prévu dès 2021 principalement dû à la réforme de 2019, grâce à une économie envisagée de plus de 3 milliards d’euros. D’après les prévisions de l’Unédic, son solde deviendrait excédentaire de 2,3 Mds€ en 2021 avant de passer à plus de 4,2 Mds€ l’année suivante. La dette atteindrait son maximum fin 2020 (38,4 Mds€) puis diminuerait en 2021 pour atteindre un montant de 31,9 Mds€ fin 2022.
En raison de la pandémie de Covid-19 en France et des mesures exceptionnelles financées par l’État et l’Unédic, le déficit de l’assurance chômage en France est de 17,4 milliards en 2020. La principale cause du déficit en 2020 est le financement de l’activité partielle financée par l’Unédic à 33 %. Ce dispositif représente 55 % du déficit du régime. D’après les prévisions financières de l’Unédic en février 2021, la dette du régime atteindra 70,6 milliards d’euros fin 2022.

### Situation financière
La situation financière de l'Assurance chômage est conditionnée au premier chef par l'évolution du chômage en France :
- à sa création, l'Unédic n'indemnise que 24 000 chômeurs.
- Jusqu'en 1968 le nombre d'allocataires reste sous la barre des 100 000, pour atteindre 200 000 en 1974.
- Puis d'un million de chômeurs en janvier 1976 on passe à deux millions à l'automne 1981.
- Entre 1980 et 1981 les dépenses d'indemnisations passent de 33 à 54 milliards de francs.

Pour assurer le financement du système les partenaires sociaux décident de différentes mesures, parfois en faisant appel à l'aide de l'État.
En 2000, après deux années dans le rouge, l'Unédic dégage un excédent budgétaire de 1,3 milliard d'euros. En 2001 l'excédent est divisé par cinq. En 2002 l'Unédic présente un déficit de plus de 3 milliards d'euros. En 2005 le déficit s'élève à 3,192 milliards d'euros, légèrement inférieur aux 3,339 milliards prévus.
Fin 2005 le déficit cumulé du régime Unédic d'assurance chômage atteint 13,452 milliards d'euros. Pour y faire face l'Unédic emprunte, le coût de ce financement est de l'ordre d'1 million d'euros par jour en 2005.
En 2006 la Cour des comptes souligne que la part de l'État dans ces déficits a atteint 5,7 milliards d'euros de 2001 à 2004, au titre de diverses interventions de l'État à l'égard du régime d'assurance chômage.
| Année | Recettes                                      | Dépenses | Résultat annuel | Situation financière au 31/12 |
| ----- | --------------------------------------------- | -------- | --------------- | ----------------------------- |
| 1985  | 7 614                                         | 7 829    | −0,214          | ---                           |
| 1986  | 8 753                                         | 8 350    | 0,403           | ---                           |
| 1987  | 9 195                                         | 9 248    | −0,054          | ---                           |
| 1988  | 10 295                                        | 10 059   | 0,237           | ---                           |
| 1989  | 11 601                                        | 10 858   | 0,743           | ---                           |
| 1990  | 12 703                                        | 12 153   | 0,55            | ---                           |
| 1991  | 13 108                                        | 14 340   | −1,231          | ---                           |
| 1992  | 14 764                                        | 16 984   | −2,310          | ---                           |
| 1993  | 17 829                                        | 19 169   | 1,341           | ---                           |
| 1994  | 20 268                                        | 18 942   | 1,326           | ---                           |
| 1995  | 20 936                                        | 17 521   | 3,415           | ---                           |
| 1996  | 20 462                                        | 18 892   | 1,57            | ---                           |
| 1997  | 19 629                                        | 19 957   | −0,328          | ---                           |
| 1998  | 20 549                                        | 20 867   | −0,318          | ---                           |
| 1999  | 21 332                                        | 21 748   | −0,416          | ---                           |
| 2000  | 22 776                                        | 21 444   | 1,332           | +2.965                        |
| 2001  | 22 723                                        | 22 476   | 0,247           | +2.144                        |
| 2002  | 22 559                                        | 26 279   | −3,720          | -1.554                        |
| 2003  | 25 784                                        | 30 067   | −4,282          | -5.836                        |
| 2004  | 26 732                                        | 31 152   | −4,420          | -10.260                       |
| 2005  | 27 695                                        | 30 887   | −3,192          | -13.452                       |
| 2006  | 29 394                                        | 29 050   | + 0.344         | -13.108                       |
| 2007  | 30 301                                        | 27 313   | + 3 519         | - 9 589                       |
| 2008  | 30 522                                        | 25 925   | 4 598           | −4 992                        |
| 2009  | 31 482                                        | 30 310   | −1 172          | −5 589                        |
| 2010  | 34 158                                        | 31 188   | −2 970          | −8 571                        |
| 2011  | 31 855                                        | 33 419   | −1 565          | −11 026                       |
| 2012  | 32 466                                        | 35 193   | −2 727          | −13 791                       |
| 2013  | 33 233                                        | 37 230   | −3 997          | −17 588                       |
| 2014  | 34 519                                        | 37 851   | −3 700          | −21 300                       |
| 2015  | 34 924                                        | 38 771   | −4 165          | −25 674                       |
| 2016  | 35 536                                        | 39 406   | −4 203          | −29 758                       |
| 2017  | 36 596                                        | 39 671   | −3 444          | −33 549                       |
| 2018  | 37 834                                        | 40 105   | −2 658          | −35 530                       |
| 2019  | 39 533                                        | 41 147   | −1 970          | −36 815                       |
| 2020  | 36 902                                        | 55 716   | −19 155         | −54 611                       |
| 2021  | 41 038                                        | 47 545   | −6 883          | −63 639                       |
| 2022  | 44 880                                        | 41 127   | 3 430           | −60 714                       |
| 2023  | 44 249 (dont 2 000 de prélèvement par l'État) | 42 261   | 1 536           | −59 303                       |

### Corrélation entre le taux de chômage et le déficit de l'assurance chômage
Lorsque le chômage diminue, la diminution des indemnités versées - alors que cotisations augmentent - améliore la situation financière de l'assurance chômage. La relation inverse joue lorsque le chômage augmente.
Cet effet quasi mécanique sur le financement de l'Assurance chômage est accentué par le fait que le financement est exclusivement assuré par des cotisations assises sur la masse salariale et payées par les entreprises et les salariés. Depuis le début des années 1980, la persistance du chômage en France à un taux élevé explique le déficit récurrent du régime d'Assurance chômage. 2 chiffres clés pour l'année 2005 :
- 45 % des allocataires touchent entre 860€ et 1750€ net par mois ;
- 72 % est le taux moyen de remplacement (rapport entre l’allocation nette perçue et le salaire net perdu)[33].

## Comparaisons européennes
Le système de l’assurance au chômage n’est pas le même d’un pays à l’autre en Europe.
- L’indemnisation du chômage : en France, l’indemnisation du chômage est accessible aux personnes ayant travaillé au moins six mois durant les deux ans précédant la fin du dernier contrat de travail. En Allemagne et au Royaume-Uni, il faut un an d’activité sur les deux dernières années[57] ;
- L’incitation à la reprise d’emploi : elle diffère en fonction des différents pays. Une personne qui refuse une offre d'emploi voit son aide supprimée au Royaume-Uni et réduite en Allemagne. En France, son aide est maintenue[57] ;
- La durée maximale de l’allocation : elle est de deux ans pour les moins de 53 ans en France, d’un an en Allemagne et de six mois au Royaume-Uni[57] ;
- Situation familiale : le revenu de l’assurance chômage est lié à la situation familiale en Allemagne et au Royaume-Uni (aide plus élevée pour les personnes en couple et/ou avec des enfants à charge), ce qui n’est pas le cas en France[57].